# Thomas Loubersanes
Thomas Loubersanes est un pratiquant français de jiu-jitsu brésilien, ayant réussi à atteindre en compétition no-gi (sans kimono) le rang de numéro un mondial toutes catégories en 2019, et à remporter les Jeux Panaméricains de 2017 en catégorie poids lourds (moins de 91,5 kg),.